# Sociaal grondrecht
Een sociaal grondrecht is een grondrecht dat actief optreden van de overheid vereist, bijvoorbeeld het recht op werk, huisvesting of onderwijs. De grondrechten zijn zogenaamde instructienormen; ze vormen een instructie aan de overheid om ervoor te zorgen dat er sociale gerechtigheid heerst en dat burgers zich voldoende kunnen ontplooien.
De benaming sociale grondrechten is opgekomen ter onderscheiding van de klassieke grondrechten (waarborgnormen). De bepalingen zijn in 1983 in de Nederlandse Grondwet opgenomen. In tegenstelling tot klassieke grondrechten zijn sociale grondrechten niet direct afdwingbaar. In Nederland zijn de sociale grondrechten te vinden in de artikelen 19 tot en met 23 van de Nederlandse Grondwet. Een verzorgingsstaat is een voorbeeld van een type staat waarin sociale grondrechten een belangrijke rol spelen.
De sociale grondrechten zijn onder meer afgeleid van het Europees Sociaal Handvest (ESH) waarin onder andere ook het recht op staken is opgenomen.